# Poyatos
Poyatos település Spanyolországban, Cuenca tartományban. Poyatos Cuenca és Cañizares községekkel határos. Lakosainak száma 71 fő (2024).

## Népesség
A település népessége az utóbbi években az alábbiak szerint változott:
| Lakosok száma | 109  | 105  | 94   | 100  | 90   | 69   | 63   | 56   | 58   | 71   |
|               | 2001 | 2004 | 2006 | 2009 | 2011 | 2014 | 2016 | 2019 | 2021 | 2024 |